# Норатус (кладбище)
Норатус (арм. Նորատուսի գերեզմանատուն) — средневековое армянское кладбище с большим количеством ранних хачкаров, расположенное в селе Норатус Гехаркуникской области (Армения), неподалеку от города Гавар и озера Севан, в 90 км восточнее Еревана. Кладбище имеет наибольшее количество хачкаров на территории Республики Армения. Также это крупнейшее кладбище с хачкарами, сохранившееся после разрушения армянского кладбища в Джульфе на территории Нахичеванской Автономной Республики властями Азербайджана.

## Хачкары

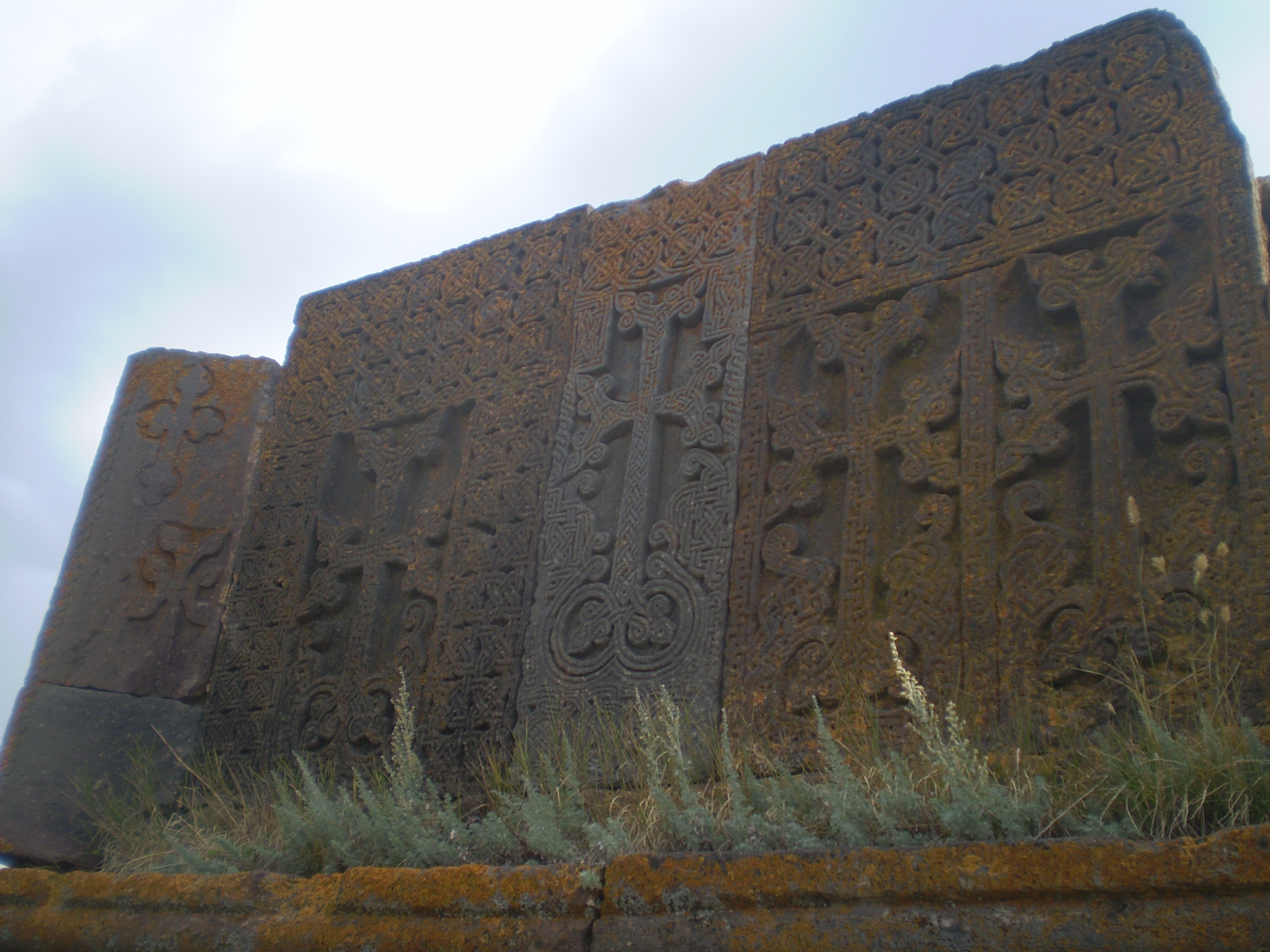
Ряд хачкаров

Самые старые хачкары на кладбище датируются X веком. В ходе возрождения традиций хачкаров в XVI—XVII веках многие хачкары были сооружены под игом империи Сефевидов, когда восточное влияние проникало в армянское искусство. Три мастера-резчика этого периода создавали хачкары в Норатусе, самым заметным из них был Кирам Казмох (1551—1610), его современниками были Аракел и Мелисет. Кладбище располагается на территории в семь гектаров и содержит около тысячи хачкаров. Характерной особенностью большинства хачкаров является крест с солнечным диском под ним. Остальная часть камня украшена изображениями листьев, гроздьев винограда, гранатов или абстрактными узорами. Большинство хачкаров покрыты мхом и лишайником. Несколько надгробий на кладбище изображают сцены свадеб и сельской жизни. Рядом со старым кладбищем было устроено новое современное кладбище, отделённое длинным забором. Рядом с кладбищем в селе есть церковь Святой Богоматери, построенная в IX веке. Один из хачкаров кладбища в 1978 году был пожертвован Британскому музею Католикосом Вазгеном I.

## Легенды

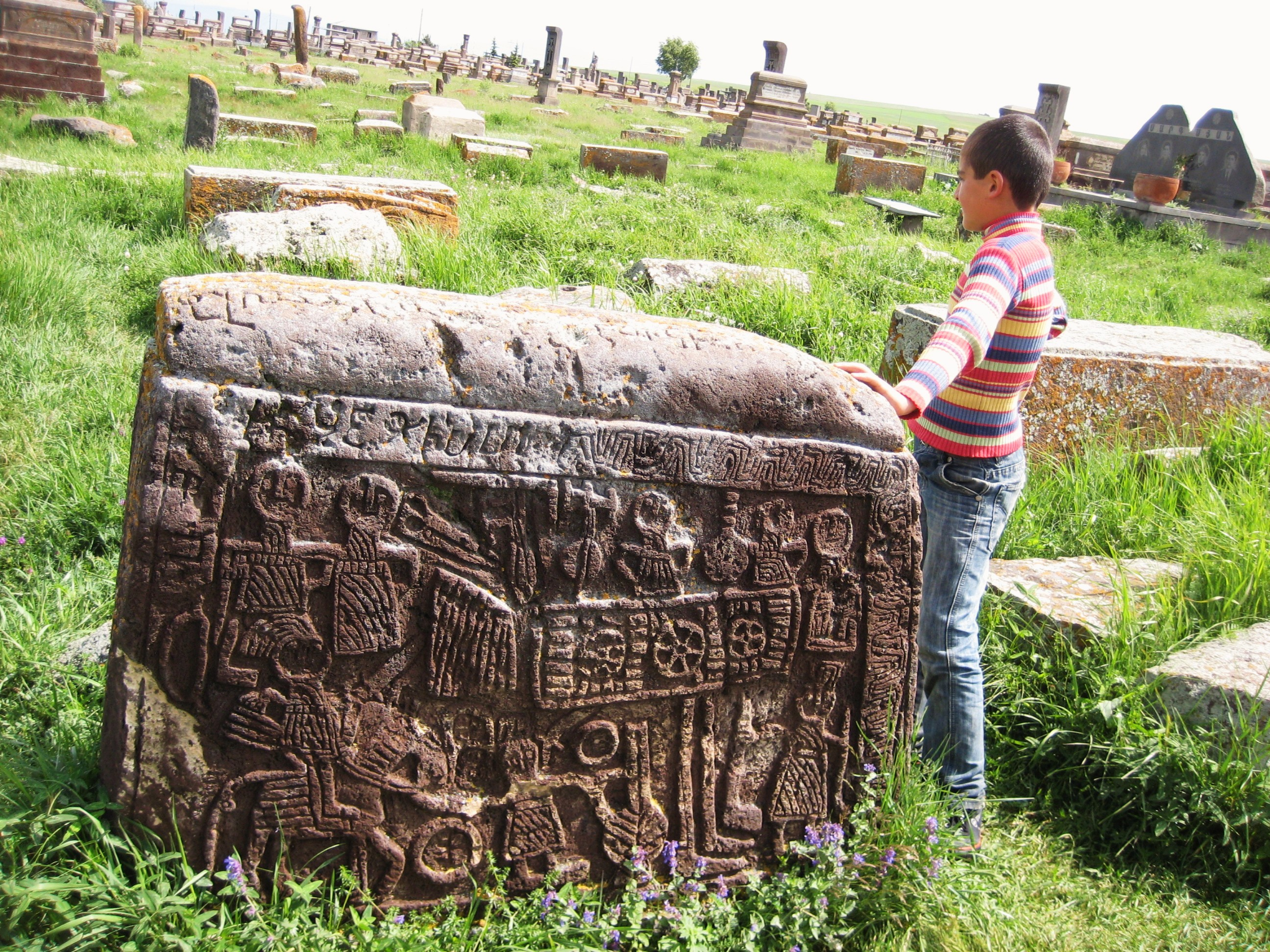
Хачкар с изображением свадьбы

Популярная легенда, связанная с кладбищем, касается вторжения армии Тамерлана. Согласно ей, крестьяне надели каски поверх хачкаров и наклонили мечи в направлении наступающей армии. Издалека хачкары выглядели как вооружённые солдаты в оборонительной позиции, в результате чего армия Тамерлана отступила.
Согласно другой популярной истории, в XIX веке монах Тер Карапет Оватеси-Овакимян из монастыря возле села имел обязанность служить заупокойные службы на кладбище Норатус. Чтобы избежать двухчасовой поездки с кладбища в монастырь и обратно, он построил себе небольшую келью в Норатусе. Когда ему было 90 лет, он попросил монашескую братию похоронить его живым. Его последними словами были: «Я не страшусь смерти. И хотел бы, чтобы и вы ее не боялись. И вообще не боялись ничего, кроме одного Господа. Пусть ко мне приходит всякий, кто испытывает страх. Пусть он льёт воду на надгробный камень, пьёт ее, омывает себе лицо, грудь, руки и ноги. Пусть потом разобьёт сосуд, в котором принес воду. Тогда страх отступит его». И поныне люди приходят к могиле монаха, чтобы совершить этот ритуал, оставив вокруг осколки стекла.